# José Custódio de Faria
José Custódio de Faria, född 1756, död 1819, var en fransk äventyrare och abbé.
Faria föddes i Goa i Portugisiska Indien och uppfostrades i Lissabon och Rom till katolsk andlig. Under franska revolutionen dök han upp i Paris, där han tog aktiv del i upproret, och blev senare skollärare på franska landsbygden, och bosatte sig slutligen i Paris där han verkade som magnetisör och som sådan blev mycket berömd. 
José Custódio de Faria figurerar som litterär gestalt i François-René de Chateaubriand och Alexandre Dumas d.ä., mest känd är hans rollfigur i Greven av Monte Cristo, där de Faria skall ha suttit fängslad och dött på Château d'If, vilket är en fri fantasi. Man har dock förevisat hans påstådda cell i fängelset.